# Надпечатка (бонистика)
Надпеча́тка — в бонистике дополнительно напечатанный текст либо графическое изображение на банкноте, ценной бумаге или других знаках оплаты после того, как они были отпечатаны (в том числе на почтовых марках, официально выполняющих функцию разменной монеты).
Исторически надпечатки применялись во многих целях: для указания доплаты, ограничения территории хождения, в ознаменование событий, в качестве контрольных отметок и др.

## Германские надпечатки времёнгиперинфляции
Надпечатка номинала, или стоимости (англ. surcharge), — надпечатка, изменяющая или подтверждающая номинал. К таким надпечаткам обычно прибегали по причине столь быстрого изменения обстоятельств, что не было времени или экономически было невыгодно изготовление купюр соответствующих номиналов, либо просто с целью использования оставшегося неиспользованным тиража обесценившихся денег или марок, выполнявших роль мелкой разменной монеты.
Широко известен пример надпечаток на банкнотах и марках Германии в период гиперинфляции 1921—1923 годов. Марки номиналом в 10—20 пфеннигов уже не годились для оплаты почтовых сборов (на конверт обычного письма потребовалось бы наклеивать сотни таких марок), поэтому вначале правительство сделало на имеющихся марках надпечатки с номиналами до 10 немецких марок, пока не будут выпущены новые марки, но к 1923 году бесполезными стали даже вновь отпечатанные марки номиналом до 75 тысяч немецких марок, и на них пришлось сделать надпечатки более высоких номиналов — до 2 миллионов немецких марок, а затем, в следующем раунде, — с номиналами до 50 миллиардов, прежде чем произошла реформа финансовой системы.
Многие страны прибегали к надпечаткам стоимости при переходе на новую денежную единицу, к примеру, многие страны Британского Содружества предпочли перейти к десятичной денежной единице в конце 1960-х годов.

## Переименование Центрального/Национального банка

### Боливия, 1929
В Боливии в 1928 году произошла денежная реформа в соотношении 1:1.
Но поскольку в банках осталось большое количество не выпущенных в обращение купюр боливиано образца 1911 года, было решено пустить их в обращение параллельно с новыми боливиано, снабдив надпечаткой на лицевой стороне.
Из-за того, что Национальный банк Боливии, осуществлявший эмиссию купюр образца 1911 года, за это время поменял название на Центральный банк Боливии, надпечатки выполнялись с сохранением прежнего номинала в одну строчку чёрной краской: Центральный банк Боливии.

### Коста-Рика, 1943
В начале 1940-х годов Интернациональный банк Коста-Рики, осуществлявший эмиссию национальной валюты колон, был переименован в Национальный банк Коста-Рики.
В банке осталось большое количество не выпущенных в обращение мелких купюр образца 1918/1936 года, когда центральный банк страны назывался по-другому. В 1942 году было принято решение пустить данные купюры в оборот, надпечатав на них новое название банка, дату и новый номер банкноты.
Надпечатки выполнялись с сохранением прежнего номинала, но с изменением номеров банкнот красной краской: Национальный банк Коста-Рики, новый номер, эмиссионный департамент, дата.

## Территориальные надпечатки
Территориальные надпечатки производились с различными целями, чтобы ограничить хождение денег либо колониями, либо оккупированной территорией, либо территорией, которой угрожает оккупация, либо частью своей территории.

### Гавайские острова, 1941—1942
Надпечатки на деньгах делались во время Второй мировой войны после нападения Японии на Пёрл-Харбор. Цель — пометить валюту США, имевшую хождение на Гавайях, словом «HAWAII» («Гавайи») — на случай захвата японцами Гавайских островов.
Надпечатки производились после атаки Пёрл-Харбора, с конца декабря 1941 года по 1943, на банкнотах выпуска Сан-Франциско (банк ФРС № 12) серий 1934 и 1935 годов номиналами 1, 5, 10 и 20 долларов.

### Персия, 1920-е
С 1920-х годов по 1940-е в Персии/Иране выпускались как надпечатанные, так и отдельные деньги для Иранского Азербайджана, в котором были сильны сепаратистские настроения и который дважды за этот период был частично оккупирован РСФСР/СССР (в самом начале 1920-х годов; затем в 1941—1946 годах, чтобы обеспечить бесперебойные поставки по «южному пути» ленд-лиза из Великобритании и США через контролируемую англичанами территорию).

## «Запечатки» неугодных портретов

### Республика Гаити, 1986
Надпечатки на гаитянских гурдах производились сразу после падения проамериканского режима тонтон-макутов Бэби Дока Дювалье.
Надпечатка заключалась в красном круге с перечёркивающей его по диагонали чертой и напечатанной ниже датой окончания правления режима Дювалье (7 февраля 1986 года) красного цвета.
Надпечатка закрывала изображение Бэби Дока и его отца — печально известного Папы Дока, Франсуа Дювалье, которых впоследствии сменили изображения исторических деятелей, оставивших о себе память в истории Республики Гаити — например, Туссен-Ловертюра.

### Иран, 1979—1980
Нечто похожее имело место в Иране после победы Исламской революции аятоллы Хомейни в 1979 году.
Сначала, в 1979 году, изображения бывшего шаха Мохаммед Реза Пехлеви, который был изображён на всех выпусках всех денежных купюр Ирана начиная с 1944 года, запечатывали одним (портрет) или двумя (портрет и водяной знак) крестами, обычно красной краской.
|                                                   |                                                   |                                                      |                                                      |
| Надпечатки 1979 г. на 20 и 50 риалов обр. 1974 г. | Надпечатки 1979 г. на 20 и 50 риалов обр. 1974 г. | Надпечатки 1979 г. на 100 и 5000 риалов обр. 1974 г. | Надпечатки 1979 г. на 100 и 5000 риалов обр. 1974 г. |

|                                               |                                               |                                                  |                                                  |
| Оборотная сторона 20 и 50 риалов обр. 1974 г. | Оборотная сторона 20 и 50 риалов обр. 1974 г. | Оборотная сторона 100 и 5000 риалов обр. 1974 г. | Оборотная сторона 100 и 5000 риалов обр. 1974 г. |

#### «Запечатка» 1979/1980 года
Затем, в 1980 году, изображение иранского шаха Пехлеви на банкнотах было закрыто «художественным» вычурным чёрным рисунком, повторяющим его силуэт.
Это было признано целесообразным, поскольку в Центральном банке Ирана оставались большие запасы отпечатанных, но не выпущенных в обращение банкнот образца 1974 года, на каждой из которых было изображение ненавистного новой власти шаха.
|                                                            |                                                            |                                          |                                          |                                                   |                                                   |
| Лицевая сторона: 100 и 200 риалов с надпечатками 1979—1980 | Лицевая сторона: 100 и 200 риалов с надпечатками 1979—1980 | 500 и 1000 риалов с надпечатками 1980 г. | 500 и 1000 риалов с надпечатками 1980 г. | 1000 1979 и 50 1980 с маркой со спецгашением 1982 | 1000 1979 и 50 1980 с маркой со спецгашением 1982 |

|                                                            |                                                            |                                          |                                          |                                              |                                              |
| Оборотная сторона: 100 и 200 риалов с надпечатками 1979-80 | Оборотная сторона: 100 и 200 риалов с надпечатками 1979-80 | 500 и 1000 риалов с надпечатками 1980 г. | 500 и 1000 риалов с надпечатками 1980 г. | 1000 1979 и 50 с маркой со спецгашением 1982 | 1000 1979 и 50 с маркой со спецгашением 1982 |

## Надпечатки с увеличением номинала

### Германия, 1923—1924
См. Гиперинфляция

### Никарагуа, 1987—1990
|                                              |                                              |                                     |                                     |
| 20 тысяч из 20 никарагуанских кордобас, 1987 | 20 тысяч из 20 никарагуанских кордобас, 1987 | 100 тысяч 1989 из 100 кордобас 1985 | 100 тысяч 1989 из 100 кордобас 1985 |

|                                              |                                              |                                    |                                    |
| 50 тысяч из 50 никарагуанских кордобас, 1987 | 50 тысяч из 50 никарагуанских кордобас, 1987 | 500 тысяч 1990 из 50 кордобас 1985 | 500 тысяч 1990 из 50 кордобас 1985 |

|                                   |                                   |                                    |                                    |
| 10 тысяч 1989 из 10 кордобас 1985 | 10 тысяч 1989 из 10 кордобас 1985 | Миллион 1990 из 1000 кордобас 1985 | Миллион 1990 из 1000 кордобас 1985 |

В Никарагуа в 1980-х годах происходила по существу гражданская война между пришедшими к власти в конце 1970-х левыми сандинистами и сторонниками проамериканского президента Сомосы.
Сандинисты имели огромную проблему в лице США, которые, чтобы подорвать влияние СССР в стране, организовали и финансировали партизанскую войну «сомосовцев» по границам республики (также как и в Афганистане), особенно вдоль границы с Сальвадором, где находились американские базы снабжения.
Это способствовало быстрой гиперинфляции, которая в 1988 году достигла тридцати тысяч процентов.
В результате на протяжении нескольких лет делались надпечатки на банкнотах старых годов выпуска, в тысячи и десятки тысяч раз увеличивавшие номинал данных купюр.
|                                                     |  |
| 500 тысяч из 1000 никарагуанских кордобас, 1987 год |  |

Надпечатки делались простой чёрной типографской краской (в одну краску) в 1987—1991 годах на купюрах никарагуанской валюты кордобас образца 1979 и 1985 годов.
Данные надпечатки выполнялись зачастую весьма некачественно: или на одной стороне купюры, или криво, или перевёрнутые надпечатки (вверх ногами), или плохо пропечатанный оттиск.
Из-за лёгкости подделок широко были распространены фальшивые деньги с данными надпечатками.

#### Ошибки надпечаток Никарагуа1989и1990
|                                                                                          |                                                                                          |                                                                 |                                                                 |
| 100 тысяч 1989 из 100 1985, перевёрнутая надпечатка на аверсе и её отсутствие на реверсе | 100 тысяч 1989 из 100 1985, перевёрнутая надпечатка на аверсе и её отсутствие на реверсе | 200 тысяч 1990 из 1000 1985, перевёрнутая надпечатка на реверсе | 200 тысяч 1990 из 1000 1985, перевёрнутая надпечатка на реверсе |

### Приднестровье,1996и1998
Приднестровские купюры 10000 рублей 1996 и 1998 годов выпуска, 50000 рублей 1996 года и 100000 рублей 1996 года печатали, делая надпечатки того же цвета, что и деньги, на соответственно одном, пяти и десяти приднестровских рублях 1994 года выпуска.
Делалось это в связи с тем, что запасы отпечатанных купюр мелкого достоинства образца 1993/94 гг. за два года в связи с гиперинфляцией обесценились приблизительно в десять тысяч раз, и значительная их часть так и не была своевременно выпущена в обращение из-за полной незначительности номиналов.
Выход Банк Приднестровья нашёл в повышении номинала каждой из купюр в 10 000 раз.
- 10 000 рублей 1996 — из 1 рубля 1994, аверс
- 10 000 рублей 1998 — из 1 рубля 1994, реверс
- 50 000 рублей 1996 — из 5 рублей 1994, аверс
- 100 000 рублей 1996 — из 100 рублей 1994, реверс

## Надпечатки с уменьшением номинала
Производились при деноминации валюты в нескольких странах мира.

### Боливия,1987
В Боливии в 1987 году произошла денежная реформа национальной валюты — замена песо боливиано на новое боливиано — c понижением курса в один миллион раз. Произошло это в результате гиперинфляции 1983—1987 годов (до 1984 самой крупной купюрой были 1000 песо; в 1985 — уже 10 миллионов песо).
В результате правительство решило использовать большое количество отпечатанных ранее «гиперинфляционных» банкнот со множеством нулей как мелкие разменные деньги, заменяющие монеты. На них ставились надпечатки, понижающие номинал от миллиона до двух миллионов раз.

### Бразилия1966—1991
В Бразилии в 1966—1967 годax деноминировали национальную денежную единицу крузейро, превратив его в новый крузейро. В обращении остались старые банкноты, помеченные круглой печатью с новым номиналом. В 1986 годy в связи с деноминацией измененилось стapoе название денежной единицы на крузадо. Дензнаки прежних лет оставались в ходу, если были надпечатаны круглой печатью с новыми реквизитами. 1989 год. В Бразилии новая деноминация. Денежную единицу стали называть новым крузадо, который вырос по отношению к старому в 1000 раз. Об этом засвидетельствовала треугольная печать на старых денежных знаках. В 1991 году правительство решило вернуть валюте название крузейро, не меняя паритета. Старые дензнаки стали «новыми», получив прямоугольные надпечатки.